# Литораль (футбольный клуб, Кочабамба)
«Литора́ль» (Кочабамба) (исп. Club Deportivo Litoral (Cochabamba); Litoral de Cochabamba) — боливийский футбольный клуб из города Кочабамбы. Провёл три сезоны в высшем дивизионе чемпионата Боливии и в 1968 году занял второе место. На правах вице-чемпиона страны в 1969 году принял участие в розыгрыше Кубка Либертадорес.
В настоящий момент выступает на любительском уровне в Примере B чемпионата департамента Кочабамбы, что соответствует уровню четвёртого дивизиона Боливии.

## История
23 марта 1932 года в Ла-Пасе группой рабочих фабрики «Солиньо» был основан футбольный клуб «Литораль». После завершения Чакской войны в 1936 году игроки возродили клуб, который сначала назывался «Депортиво Сабойя», затем «Калама» (Club Deportivo Calama), и в 1938 году было возвращено название «Литораль» (полная форма — Club Deportivo y Cultural Litoral — «Спортивный и культурный клуб „Литораль“»). Помимо основной команды в Ла-Пасе, были организованы также команды в Кочабамбе, Оруро и Сукре. Название клуба переводится как «Побережье», и дано оно в честь военнопленных, захваченных чилийской стороной в 1879 году во время Второй тихоокеанской войны.
Ла-пасский «Литораль» был участником Клубного чемпионата Южной Америки 1948 года, семь раз выигрывал Лигу Ла-Паса, в том числе в 1954 году, когда фактически этот турнир был прототипом чемпионата Боливии. В 1959 году команда из Ла-Паса на несколько лет выбыла из числа участников национальных чемпионатов Боливии, а в середине 1960-х годов в Кочабамбе силу набрал фактически фарм-клуб ла-пасского «Литораля». Несмотря на такой статус, «Литораль» (Кочабамба) в 1966 году вошёл в двойку сильнейших клубов своего департамента, благодаря чему получил право выступить в Национальном чемпионате. Однако в финальной пульке из четырёх команд «Литораль» финишировал на последнем месте.
В 1968 году «Литораль» во второй раз принял участие в чемпионате Боливии. Чемпионом стал «Боливар», а «Литораль» набрал с «Гуабирой» одинаковое количество очков (по 12). Согласно регламенту, эти две команды должны были оспорить вице-чемпионство и право сыграть в Кубке Либертадорес 1969 в дополнительном матче. Однако после завершения чемпионата у нескольких игроков «Блуминга» (с которым «Гуабира» сыграла вничью) были выявлены проблемы с паспортами, и они могли попасть под лимит на иностранных игроков. «Гуабира» заявила протест, указав, что если им засчитать дополнительное очко за игру с «Блумингом», необходимость в матче с «Литоралем» должна отпасть. «Литораль», в свою очередь, настаивал на проведении игры в запланированный срок в середине декабря, поскольку решения по игрокам «Блуминга» всё ещё не было принято. В спор пришлось вмешаться КОНМЕБОЛ, проведение игры за второе место неоднократно переносилось, причём игроки и тренерский штаб «Литораля» пунктуально приезжали на игры, даже заведомо зная, что там не будет соперников. Учитывая такое вызывающее поведение «Гуабиры», угрожавшей Лиге сняться с чемпионата, Боливийская футбольная федерация постановила считать вице-чемпионом Боливии 1968 года «Литораль» (Кочабамба).
«Литораль» попал в группу 3, сформированную из команд Парагвая и Боливии. Команда из Кочабамбы оказалась заметно слабее соперников и сумела набрать лишь одно очко в домашней игре с «Боливаром». В четвертьфинал вышли обе парагвайские команды — «Серро Портеньо» и «Олимпия», причём последней пришлось проводить дополнительный матч с «Боливаром», поскольку обе команды набрали одинаковое количество очков. Фактически именно ничья с соотечественниками из «Литораля» не позволила чемпиону Боливии выйти в плей-офф.
| 2 февраля 1969 | \| Боливар \| 1:0 \| Литораль (Кочабамба) \| |                      |
| Боливар        | 1:0                                          | Литораль (Кочабамба) |

| 9 февраля 1969       | \| Литораль (Кочабамба) \| 0:3 \| Олимпия \| |         |
| Литораль (Кочабамба) | 0:3                                          | Олимпия |

| 13 февраля 1969      | \| Литораль (Кочабамба) \| 0:1 \| Серро Портеньо \| |                |
| Литораль (Кочабамба) | 0:1                                                 | Серро Портеньо |

| 22 февраля 1969      | \| Литораль (Кочабамба) \| 1:1 \| Боливар \| |         |
| Литораль (Кочабамба) | 1:1                                          | Боливар |

| 9 марта 1969   | \| Серро Портеньо \| 6:0 \| Литораль (Кочабамба) \| |                      |
| Серро Портеньо | 6:0                                                 | Литораль (Кочабамба) |

| 13 марта 1969 | \| Олимпия \| 2:0 \| Литораль (Кочабамба) \| |                      |
| Олимпия       | 2:0                                          | Литораль (Кочабамба) |

В 1969 году «Литораль» в последний раз сыграл в Профессиональном чемпионате Боливии. Команде не хватило одного очка, чтобы добиться права сыграть стыковые матчи за выход в финальную стадию турнира.
С 1970 года выступает только в любительских региональных лигах Кочабамбы.

## Достижения
- Вице-чемпион Боливии (1): 1968

## Международные турниры
- Участник Кубка Либертадорес (1): 1969